# Opération Banner

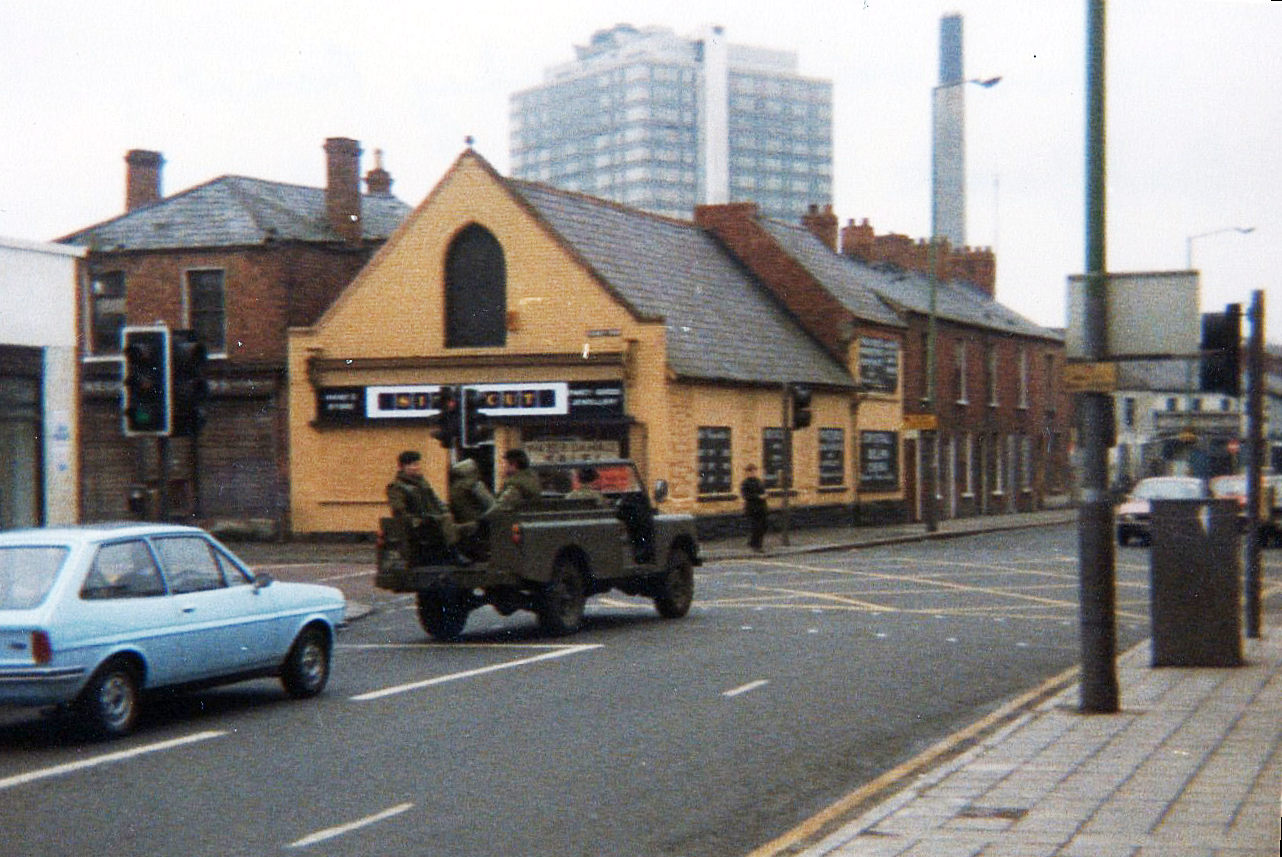
Une Land Rover de l'armée britannique patrouille dans le sud de Belfast (1981)

L'opération Banner (en anglais : Operation Banner) est le nom de code pour l'opération des forces armées britanniques en Irlande du Nord d'août 1969 à juillet 2007 dans le cadre du conflit nord-irlandais. Déployée à la demande du gouvernement unioniste d'Irlande du Nord pour soutenir la police royale de l'Ulster (RUC), après l'accord du Vendredi saint en 1998, l'importance de l'opération est progressivement réduite. Son rôle était d'affirmer l'autorité du gouvernement du Royaume-Uni en Irlande du Nord.
La principale opposition à l'opération vient de l'Armée républicaine irlandaise provisoire (IRA provisoire) qui a mené une campagne de guérilla contre l'armée britannique de 1970 à 1997.